# 1201 Strenua
Az 1201 Strenua (ideiglenes jelöléssel 1931 RK) a Naprendszer kisbolygóövében található aszteroida. Karl Wilhelm Reinmuth fedezte fel 1931. szeptember 14-én, Heidelbergben.